# ニコラス・サンタカタリナ
ニコラス・サンタカタリナ・フェレス（スペイン語: Nicolás Santacatalina Ferreres、1919年8月10日 - 2004年7月22日）は、スペインのサッカー選手。
ミッドフィールダー。兄もサッカー選手であった。
なお、出生年月日については1918年8月14日だという情報もある。

## 経歴・活動
バレンシア州出身。プリメーラ・ディビシオンで11シーズン試合に参加し、1940年から1941年の間、FCバルセロナで活動した。
1941年にCDカステリョンに加入し、3年間試合に参加した。1944年CEサバデルのスカウトを受け、1947年まで在籍した。その後、バレンシアCFに移籍し、1952年まで在籍した。引退後は漁師となり、85歳で死去した。